# ペンティ・カルボネン
ペンティ・カレボ・カルヴォネン（1931年8月15日 -  2022年3月12日）は、フィンランドの陸上選手。1960年ローマオリンピックで男子3000メートル障害物競走に出場した。

## 来歴
1931年8月15日、フィンランドのコイヴィストに生まれる。
1954年ヨーロッパ陸上競技選手権で、3000m以上の障害物競走に出場し55.2分で4位になった。
1955年7月1日、ヘルシンキでの同競技で47.8分という世界新記録を樹立、ハンガリーのサーンドル・ロズニョイの記録を2秒更新した。
1960年ローマオリンピックに出場した。
2022年3月12日、フィンランドのポルヴォーにて死去。90歳没。